# Chrysis ignita bischoffi
Chrysis ignita bischoffi é uma subespécie de insetos himenópteros, mais especificamente de vespas pertencente à família Chrysididae.
A autoridade científica da subespécie é Linsenmaier, tendo sido descrita no ano de 1959.
Trata-se de uma subespécie presente no território português.